# فريذاربوكين
فريذاربوكين (بالفاروية: Friðarbogin) هي المنظمة الأولى التي تدافع عن حقوق المثليين والمثليات، ومزدوجي الميول الجنسية والمتحولين جنسيا في جزر فارو،  تأسست في 17 أكتوبر عام 2003.
كانت في البداية تُسمى المنظمة قوس قزح (بالفاروية: Ælabogin)، ولكن كان عليها أن تغير اسمها، لأنه قبل ذلك كانت «الأوركسترا» في جزر فارو مسجلة بنفس الاسم.
منذ نوفمبر 2004، كانت فريذاربوكين تابعة إلى رابطة المنظمات الطلابية للمثليين، والمثليات، ومزدوجي الميول الجنسية والمتحولين جنسيا في بلدان الشمال وبولندا وبلدان البلطيق.
في عام 2005، قامت رابطة المنظمات الطلابية، بالتعاون مع فريذاربوكين، بتنظيم أول مسيرة فخر المثليين في جزر فارو. 
تم حل الجمعية نظرا لقلة النشاط في عام 2008.